# كيفن غريفيث
كيفن غريفيث (17 يناير 1950 في المملكة المتحدة - ) (بالإنجليزية: Kevin Griffith)‏ هو لاعب كريكت بريطاني. لعب مع نادي مقاطعة ورسسترشاير للكريكيت ‏.

## وصلات خارجية
- كيفن غريفيث على موقع إي آس بي آن كريك إنفو (الإنجليزية)